# オストワルト表色系

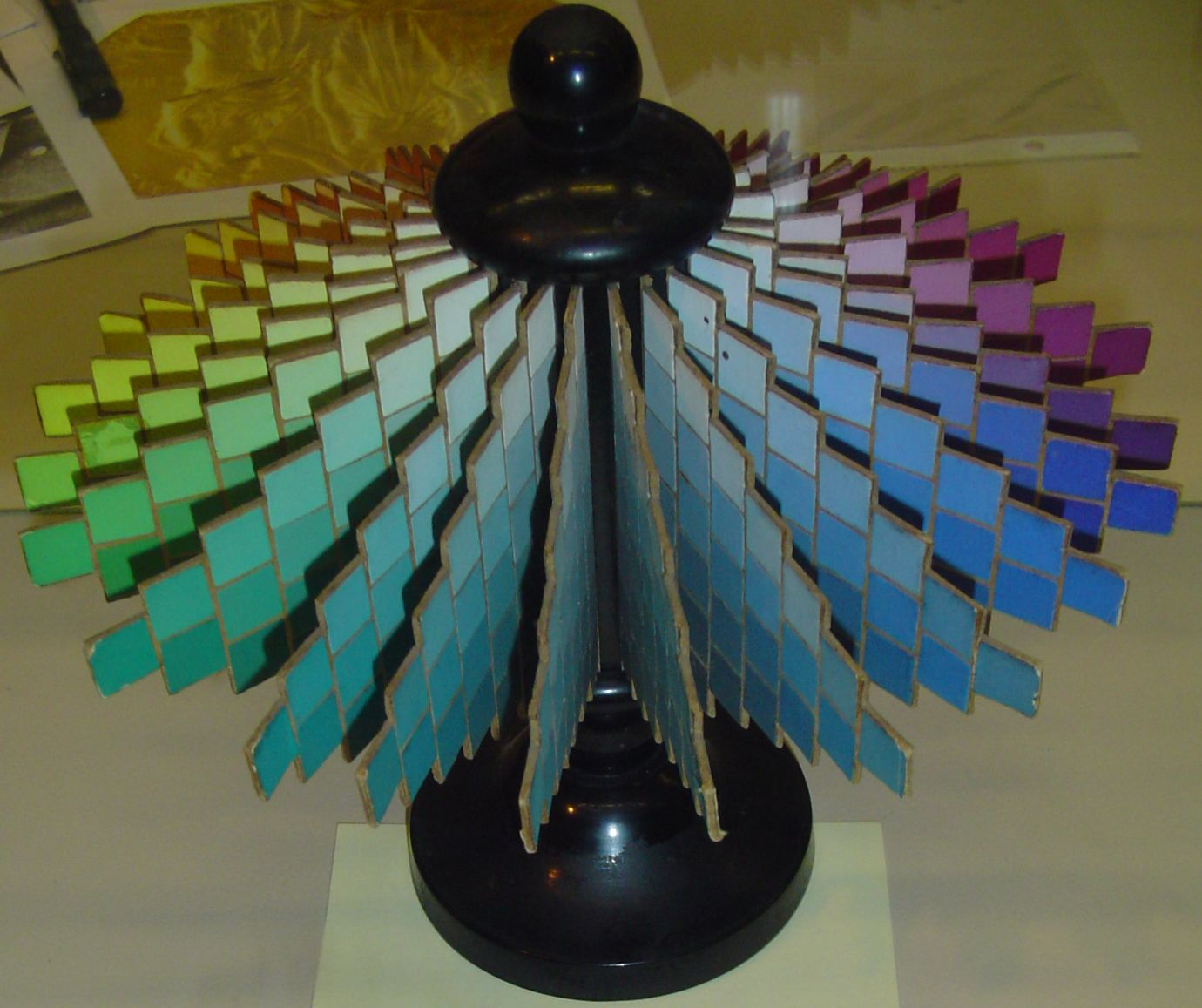
オストワルト表色系の色立体

3次元概念図

オストワルト表色系（オストワルトひょうしょくけい、英: Ostwald color system）とは、色彩調和を目的に作られた表色系（混色系）。

## 概要
ノーベル化学賞も受賞したドイツの化学者であるヴィルヘルム・オストワルトが1923年に考案した。オストワルトは「調和は秩序に等しい」というギリシャ以来の考え方を支持しており、この表色系の色立体において直線・円環・菱形などの図形を示す色同士の組み合わせは調和すると説いた。この考え方はPCCSにおけるトーンによる調和の考え方や、ドイツ工業規格の「DIN（Deutsches Institut fur Nomung）表色系」にも影響を与えている。
混色系の表色系では色票を持たないことが多いが、オストワルト表色系は配色が考えやすいというメリットからデザイナーに好んで用いられた経緯があり、混色系としては例外的にアメリカ合衆国で「CHM（Color Harmony Manual）」という色票が作られていた。一方で「オストワルト純色（完全色）」と呼ばれる色をベースとした表色系であり、技術の進歩によって表現できる色が増えても容易に対応できず、それによって色の伝達目的で用いるには他の表色系に劣るといわれる。

## 色相
ヘリングの心理四原色の考え方を引き継いで黄（Y：Yellow）と青（UB：Ultramarine Blue）、赤（R：Red）と緑（SG：Sea Green）を円環上の対向位置に配置、その中間に橙（O：Orange）と青緑（T：Turquoise）、紫（P：Purple）と黄緑（LG：Leaf Green）をそれぞれ対向位置に配置することで基本8色相を定め、さらに各色相を3分割して24色相を定める。
| 番号 | 色 | 略号 | 色相                   |
| ---- | -- | ---- | ---------------------- |
| 1    |    | 1Y   | 黄（Yellow）           |
| 2    |    | 2Y   | 黄（Yellow）           |
| 3    |    | 3Y   | 黄（Yellow）           |
| 4    |    | 1O   | 橙（Orange）           |
| 5    |    | 2O   | 橙（Orange）           |
| 6    |    | 3O   | 橙（Orange）           |
| 7    |    | 1R   | 赤（Red）              |
| 8    |    | 2R   | 赤（Red）              |
| 9    |    | 3R   | 赤（Red）              |
| 10   |    | 1P   | 紫（Purple）           |
| 11   |    | 2P   | 紫（Purple）           |
| 12   |    | 3P   | 紫（Purple）           |
| 13   |    | 1UB  | 青（Ultramarine Blue） |
| 14   |    | 2UB  | 青（Ultramarine Blue） |
| 15   |    | 3UB  | 青（Ultramarine Blue） |
| 16   |    | 1T   | 青緑（Turquoise）      |
| 17   |    | 2T   | 青緑（Turquoise）      |
| 18   |    | 3T   | 青緑（Turquoise）      |
| 19   |    | 1SG  | 緑（Sea Green）        |
| 20   |    | 2SG  | 緑（Sea Green）        |
| 21   |    | 3SG  | 緑（Sea Green）        |
| 22   |    | 1LG  | 黄緑（Leaf Green）     |
| 23   |    | 2LG  | 黄緑（Leaf Green）     |
| 24   |    | 3LG  | 黄緑（Leaf Green）     |

## 白色量と黒色量
オストワルト表色系において、色は理想的な白・理想的な黒・理想的な純色（オストワルト純色）の混色と考える。その混合比率によって色を表記し、マンセル表色系のような「明度」「彩度」の概念は存在しない。
理想的な白の割合を「白色量（W：white content）」、理想的な黒の割合を「黒色量（B：black content）」、理想的な純色の割合を「純色量（C：color content）」と呼ぶ。白色量・黒色量・純色量は混合比率であることから、総和は必ず100になる。以下は赤（■ 2R）を例とした等色相面のイメージ。
| 黒色量低 | a  |    |    |        |    |    |    |    |  |
| 黒色量低 | a  | ca |    |        |    |    |    |    |  |
|          | c  | ea |    |        |    |    |    |    |  |
| ec       | c  | ea | ga |        |    |    |    |    |  |
| ec       |    | e  | ga | gc     | ia |    |    |    |  |
| ge       | ic | e  | la | gc     | ia |    |    |    |  |
| ge       | ic |    | la | g      | ie | lc | na |    |  |
| ig       | le | nc | pa | g      | ie | lc | na |    |  |
| ig       | le | nc | pa |        | i  | lg | ne | pc |  |
| li       | ng | pe | 高 | 純色量 | i  | lg | ne | pc |  |
| li       | ng | pe |    | l      | ni | pg |    |    |  |
| nl       | pi |    |    | l      | ni | pg |    |    |  |
| nl       | pi |    | n  | pl     |    |    |    |    |  |
| pn       |    |    | n  | pl     |    |    |    |    |  |
| 高       | p  |    |    |        |    |    |    |    |  |
| 高       | p  | 低 |    |        |    |    |    |    |  |
|          | 0  |    |    |        |    |    |    |    |  |

等色相面は無彩色（黒色量-白色量）を底辺、純色量を頂角とする二等辺三角形となっている。無彩色は基準となる灰色を基準に、白に近い色から順にa・c・e・g・i・l・n・pの記号が振られている。有彩色は無彩色の記号を基準に、同じ程度の白色量・黒色量を持つ色に同じ記号が振られ、その度合いは「黒色量 白色量」の順に記号で表記される。例えば同じ「g」で始まる「ge」と「ga」は同じ黒色量、同じ「a」で終わる「ca」と「na」は同じ白色量を意味する。同じ黒色量の色の列を「等黒系列」、同じ白色量の色の列を「等白系列」、同じ純色量の色の列を「等純系列」と呼ぶ。形状は全ての色相で同じで、色立体の形状は上下対称のきれいな二重円錐形となっている。
なお、本来理想的な白は「白色量100」、理想的な黒は「黒色量100」であるが、そういった色は実際には存在しないため、実用上の白色量は3.5～89程度、黒色量は11～96.5程度の値となっている。

## 色の表記方法
基本的には「色相番号 白色量 黒色量」の順に記載するが、無彩色の場合は色相が存在しないため「白色量（＝黒色量）」のアルファベット1文字で表記する。
| 色 | 表記例 |
| -- | ------ |
|    | 23pa   |
|    | 8ea    |
|    | g      |

## 色彩調和の形式
オストワルトは以下の6つの調和法則を挙げた。
- 灰色調和 - 3つの灰色は等間隔であるとき調和する。
- 等色相面の調和 - 同じ等色相面上（同一色相）の色は調和する。等黒系列・等白系列・等純系列の3つの調和が考えられる。
- 等価値色の調和 - 黒色と白色の含有割合が等しい色（色立体を水平面上に切った円環上の色）は調和する。
- 補色対菱形の調和 - 「等色相面の調和」を補色色相まで拡張したもの。
- 非補色対菱形の調和 - 「補色対菱形の調和」の考え方を、補色以外にも拡張したもの。
- 輪星の調和 - 3色よりも多い色を想定した場合、そのうちの1つの色相の等色相面上の色は調和する。

これらの法則はグラデーションやトーンの概念にも通じるため実用的と考えられる部分が多いが、「輪星の調和」については調和の原理を拡張しすぎて実用性に欠けるとの指摘もある。